# Schloss Audenge

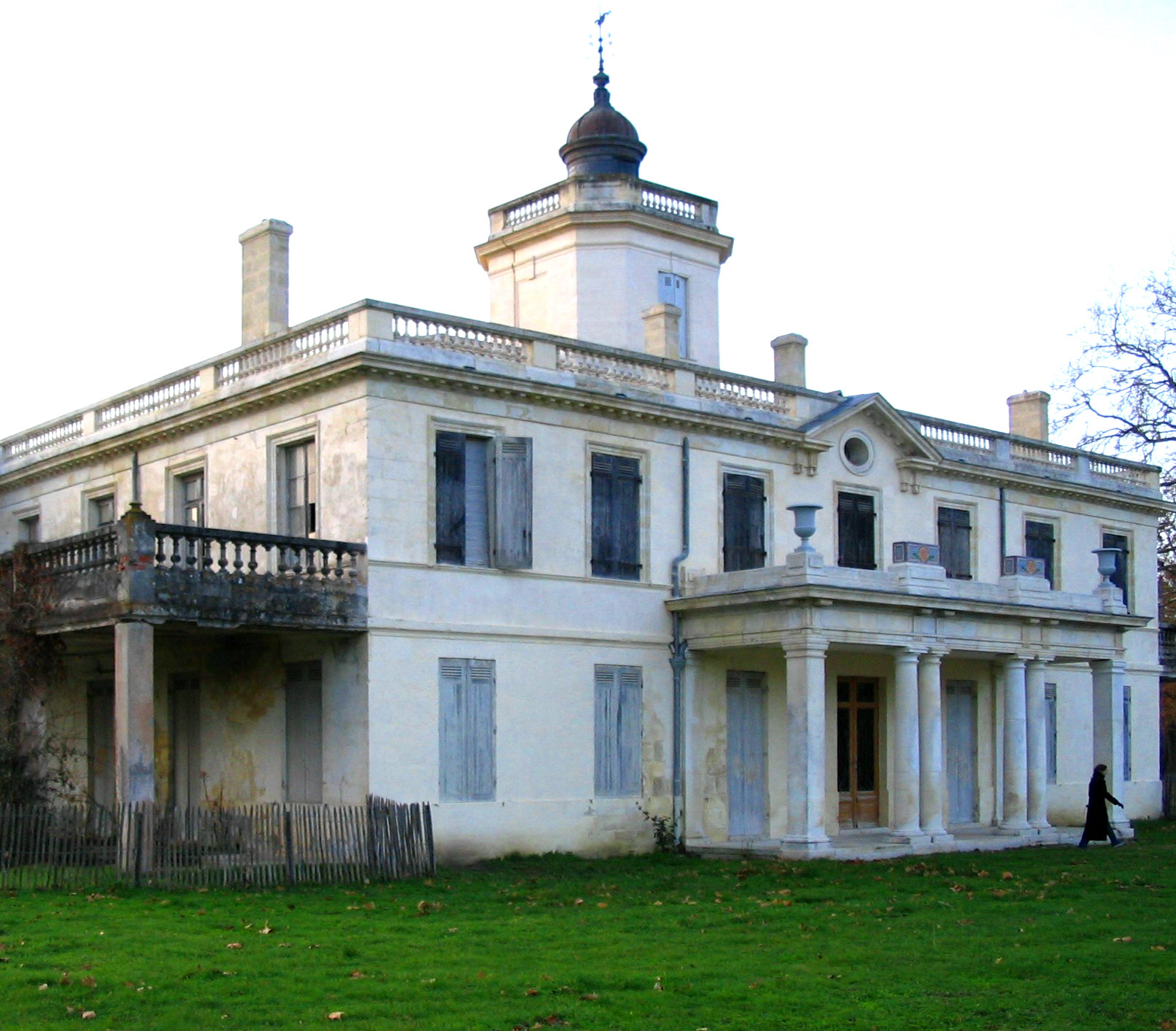
Schloss in Audenge (2007)

Das Schloss in Audenge, einer französischen Gemeinde im Département Gironde in der Region Nouvelle-Aquitaine, wurde in der Mitte des 19. Jahrhunderts errichtet. Das Schloss steht auf einem ursprünglich mehrere tausend Hektar umfassenden Gebiet einer Grundherrschaft, die während der Französischen Revolution als Nationalgut verkauft wurde. Das Gebäude ist seit 1991 als Monument historique klassifiziert.
Der zweigeschossige Bau mit Kolonnade wurde mehrmals von unterschiedlichen Besitzern umgebaut. Das letzte Mal in den 1930er Jahren im Modern Style mit Holzvertäfelungen und einer Einrichtung im Geschmack der damaligen Zeit.
Nachdem das Gebäude lange Zeit leer stand, wurde es vom Conservatoire du littoral (französische Küstenschutzagentur, offizieller Name Conservatoire de l'espace littoral et des rivages lacustres) gekauft.